# Markus Ulbig

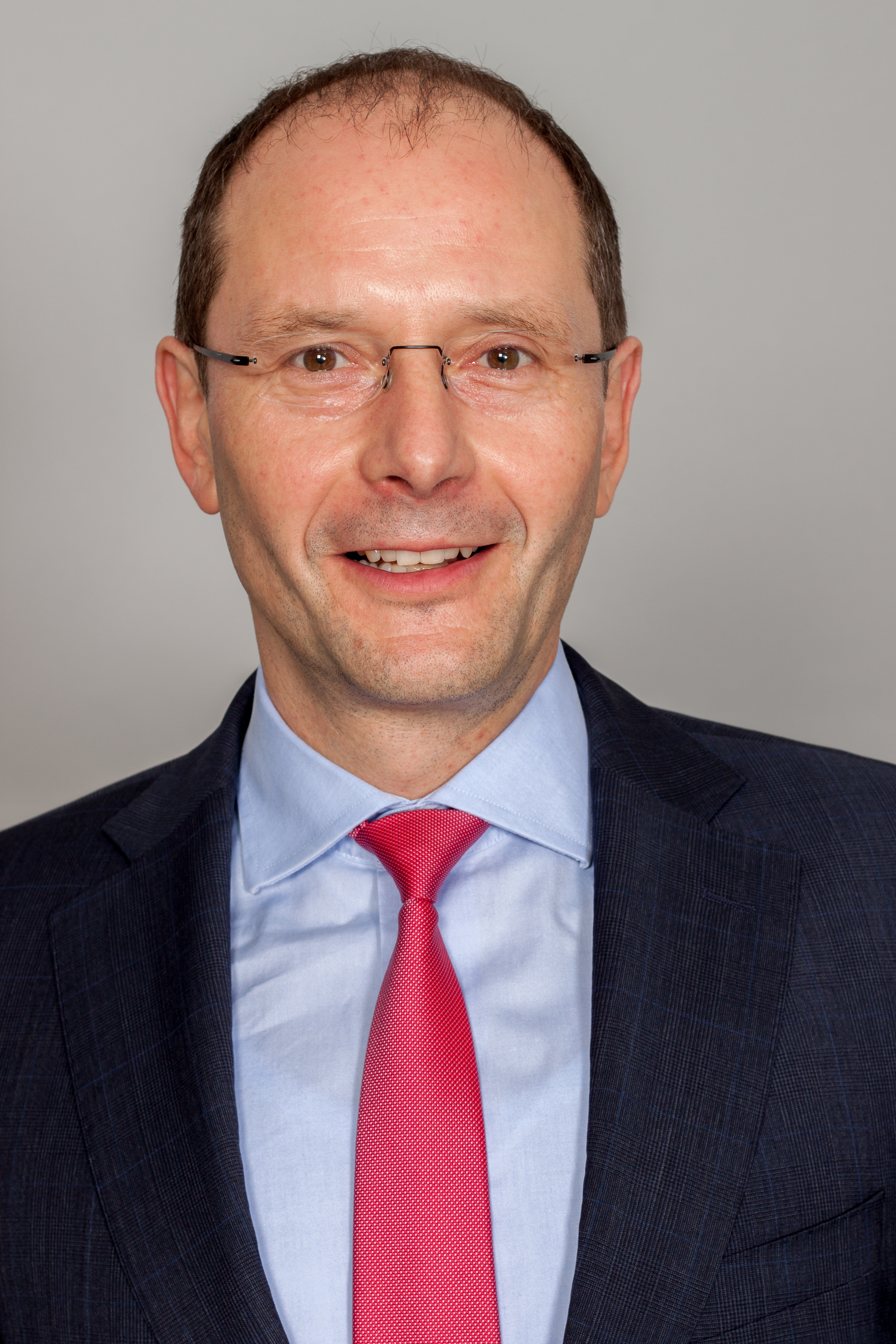
Markus Ulbig, 2013

Markus Ulbig (* 1. April 1964 in Zinnwald) ist ein deutscher Politiker (CDU). Er war von 2009 bis 2017 Sächsischer Staatsminister des Innern, davor war er von 2001 bis 2009 Oberbürgermeister von Pirna.

## Leben
Nach seiner Berufsausbildung und Tätigkeit als Funkmechaniker absolvierte Ulbig eine Weiterbildung an der Verwaltungs- und Wirtschaftsakademie in Dresden mit dem Abschluss Verwaltungs-Betriebswirt (VWA). Zusätzlich absolvierte er ein Studium der Wirtschaftswissenschaften mit Schwerpunkt Unternehmensführung an der Hochschule Zittau/Görlitz, das er mit dem akademischen Grad Bachelor of Arts abschloss. Seit 1987 wohnt er in Pirna.
Ulbig arbeitete dort als Büroleiter des Bürgermeisters von Pirna. Als Leiter des Bauordnungs- und Bauverwaltungsamtes in Pirna wurde er 1998 zum Verwaltungsrat ernannt. 1999 wechselte Markus Ulbig als Referent in das Sächsische Innenministerium, wo er bis 2001 tätig war.
Markus Ulbig ist verheiratet und hat vier Kinder.

## Politik
Ab 1. August 2001 war Ulbig Oberbürgermeister der Stadt Pirna, er wurde zuletzt am 8. Juni 2008 mit 64,9 % der Stimmen wiedergewählt.
Am 30. September 2009 wurde Ulbig als sächsischer Innenminister in das Kabinett Tillich II berufen und vereidigt. Er folgte damit Albrecht Buttolo im Amt. Zu seinem Nachfolger als Oberbürgermeister wurde am 17. Januar 2010 Klaus-Peter Hanke gewählt.
Am 8. November 2013 wurde Ulbig für den neuen Wahlkreis 47 (Dresden 7) als CDU-Direktkandidat zur Landtagswahl 2014 nominiert, in der ihm der Einzug in den Sächsischen Landtag gelang.
Nach der Ankündigung von Helma Orosz, zum 28. Februar 2015 von ihrem Amt als Oberbürgermeisterin von Dresden zurücktreten zu wollen, wurde Ulbig vom Dresdner CDU-Kreisausschuss einstimmig zum CDU-Kandidaten für die Oberbürgermeisterwahl am 7. Juni 2015 vorgeschlagen. Er erhielt im ersten Wahlgang 15,4 % der Stimmen, woraufhin seine Kandidatur zurückgezogen wurde.
Nach dem Rücktritt von Ministerpräsident Stanislaw Tillich und der Übernahme des Postens durch Michael Kretschmer am 14. Dezember 2017, war Ulbig zunächst bis zum 18. Dezember geschäftsführend im Amt. Bei der Kabinettsbildung durch den neuen Ministerpräsidenten wurde der bereits vorher umstrittene Minister durch Roland Wöller (CDU) ersetzt und gehört dem Kabinett Kretschmer I nicht an.
Im Juni 2018 kündigte er an, bei der Landtagswahl 2019 nicht mehr für ein Mandat kandidieren und anschließend einer freiberuflichen Tätigkeit nachgehen zu wollen.
Seit 2018 ist Ulbig als Senior Manager in einem Beratungsunternehmen für Umweltdienstleistungen angestellt.

## Kontroversen
Am 13. April 2012 erhielt Ulbig für die massenhafte Erhebung von Bewegungsdaten durch die sächsische Polizei am 19. Februar 2011 mittels Funkzellenabfrage den BigBrotherAward 2012 in der Kategorie „Behörden und Verwaltung“.
Er steht wegen seines Umgangs mit PEGIDA, den fremdenfeindlichen Protesten in Dresden und Freital und den fremdenfeindlichen Ausschreitungen in Heidenau in der Kritik. Vorgeworfen wird ihm unter anderem, im Umgang mit den Ausschreitungen überfordert zu sein und mehrfach nicht rechtzeitig mit Gegenmaßnahmen reagiert zu haben. Anfang April 2015 besuchte Ulbig eine syrische Flüchtlingsfamilie mit vier Kindern in Stollberg/Erzgeb. Kritik an diesem von ihm selbst als „Gelebte Integration auf sächsisch“ bezeichneten Besuch kam Ende Mai 2015 auf, als diese Familie fünf Wochen nach dem Termin wieder abgeschoben werden sollte. Auch die Polizeieinsätze zu den Ausschreitungen in Heidenau wurden kritisiert. Dabei wurden 31 Polizisten verletzt, ohne dass ein Angreifer festgenommen werden konnte. Daraufhin wurde ein Versammlungsverbot für Heidenau erlassen. Erst nachdem dieses vom Verwaltungsgericht Dresden teilweise für rechtswidrig erklärt worden war, konnte ein Willkommensfest für Flüchtlinge des Bündnisses Dresden Nazifrei nahe dem Flüchtlingsheim in Heidenau am 28. August 2015 planmäßig stattfinden.
Auf die Ankunft Ulbigs bei diesem Willkommensfest reagierten einige der Anwesenden mit Unverständnis und beschimpften ihn. Nach wenigen Minuten verließ er den Ort wieder.

## Engagement
Markus Ulbig ist seit der Gründung 2002 Schirmherr der Pirnaer Initiative gegen Extremismus und für Zivilcourage. Für sein Engagement bei der lokalen Demokratiegestaltung erhielt Markus Ulbig als damaliger Oberbürgermeister zusammen mit der Aktion Zivilcourage 2009 die Theodor-Heuss-Medaille.
Die Stadt Pirna wurde während seiner Zeit als Bürgermeister im Dezember 2007 Mitglied bei Mayors for Peace (Bürgermeister für den Frieden), einer Organisation mit dem Ziel der Erreichung des Friedens allgemein und speziell der weltweiten Abschaffung von Atomwaffen bis 2020.

## Veröffentlichungen
- Thomas Gockel, Markus Ulbig, Enrico Voigt: Leitfaden für den Wahlkampf von Bürgermeistern und Landräten. 1. Auflage. Saxonia Verlag, 2009, ISBN 978-3-940904-30-0.